# Franz von Schober
Franz von Schober (Torup, 17 maggio 1796 – Dresda, 13 settembre 1882) è stato un poeta, librettista e attore teatrale austriaco.

## Biografia
Franz von Schober nacque in Svezia da genitori austriaci. Il padre si trovava per lavoro in Scania. Questi morì l'8 febbraio 1802 e la madre, Katharina Derffel (1762-1833), tornò quindi in Austria con Franz e i fratelli (un fratello, Axel, e due sorelle, Ludovica e Sophie, tutti più grandi di lui). Nel 1803 Schober entrò nella Salzmannschule di Schnepfenthal, in Turingia, mentre dal 1806 visse di nuovo in Austria, dove frequentò il viennese Akademisches Gymnasium. Due anni più tardi continuò la propria formazione all'abbazia benedettina di Kremsmünster, e nel 1815 rientrò a Vienna. Cominciò all'università gli studi di legge senza portarli a termine.

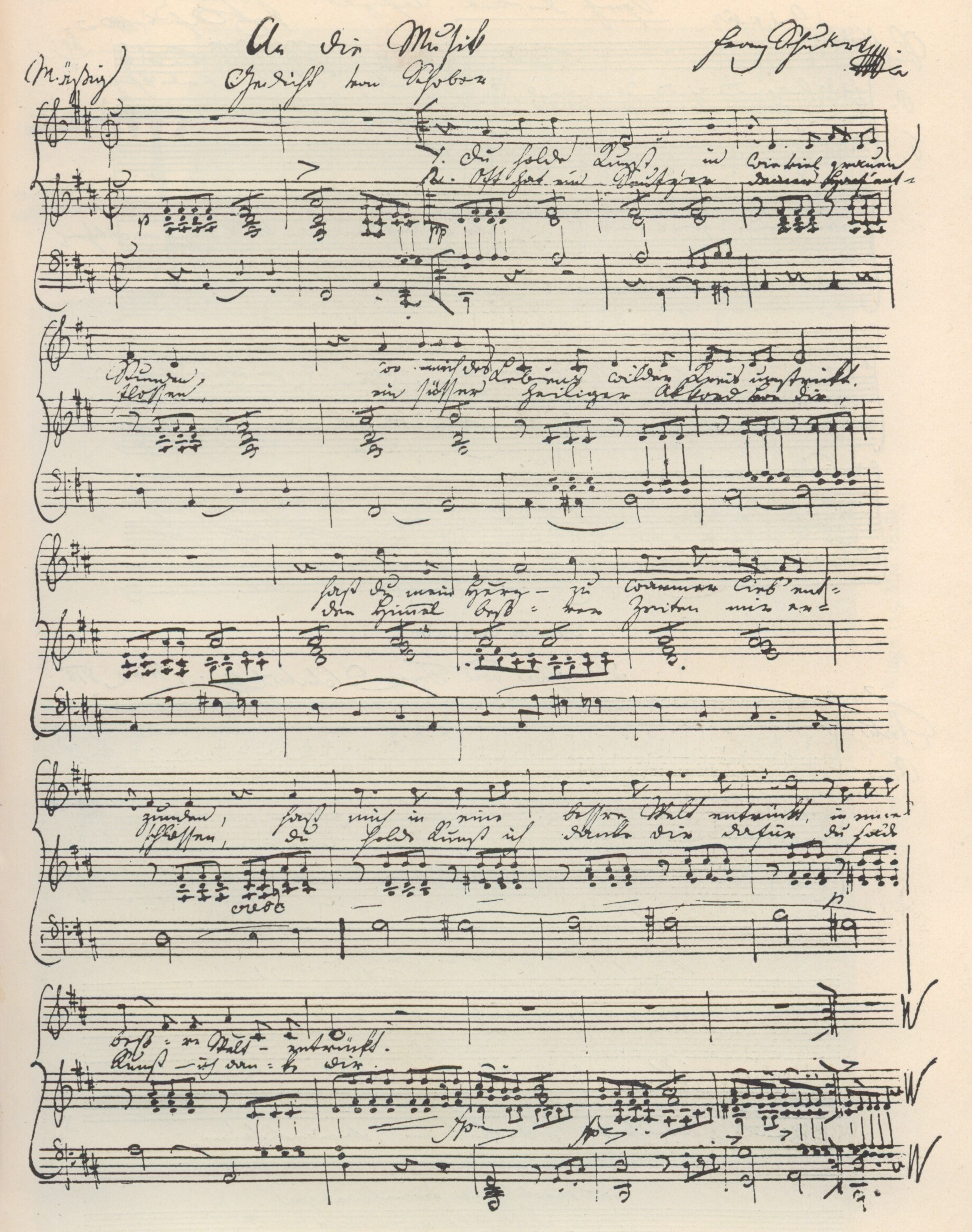
An die Musik, poema di Schober, manoscritto autografo di Franz Schubert

In Alta Austria strinse amicizia con i fratelli von Spaun (ed ebbe una relazione con Marie von Spaun), a Vienna con Johann Mayhrhofer, il pittore Leopold Kupelwieser, il drammaturgo Eduard von Bauernfeld; nel 1815 a Linz conobbe il compositore Franz Schubert, divenne un grande ammiratore della sua musica e lo ospitò per un anno nella propria abitazione quando il musicista decise di lasciare la casa di famiglia. In seguito, il fidanzamento con Justina von Bruchmann, la sorella di Franz, lo condusse dal 1823 al 1825 a Breslavia, dove calcò le scene teatrali assieme ai fratelli maggiori di Richard Wagner (Albert e Luisa) e a Heinrich Schmelka.
Nuovamente a Vienna, diresse dal 1826 al 1829 l'Istituto Litografico. Fu quindi istitutore presso la famiglia von Leo Graf Festetics a Tolna, in Ungheria, e accompagnò Franz Liszt, di cui fu anche segretario, in numerosi viaggi. Sposò nel 1856 la scrittrice per l'infanzia Thekla von Gumpert da cui si separò quattro anni dopo.
Grande amico di Schubert, scrisse per lui il testo di alcuni Lieder, tra cui An die Musik, e nel 1821 il libretto dell'opera Alfonso ed Estrella. Scrisse anche per Liszt e altri compositori.